# 카마르 데로스레예스
카마르 데로스레예스(스페인어: Kamar de los Reyes, 1967년 11월 8일 ~ 2023년 12월 24일)는 푸에르토리코의 배우이다.

## 영화
- LA 아포칼립스 (2014년)
- 핫 가이즈 위드 건스 (2013년)
- 솔트 (2010년)
- 언디피티드 (2003년)
- 더 셀 (2000년)
- 약속된 땅 (1996년)
- 닉슨 (1995년)
- ER (1994년)
- 아빠 만들기 (1993년)
- 콜드파이어 (1990년)
- 이스트 LA 워리어스 (1989년)
- 원 라이프 투 리브 (1968년)